# Massaker in Makombo
Das Massaker in Makombo war ein von der Rebellengruppe Lord’s Resistance Army verübtes Massaker, das vom 14. bis zum 17. Dezember 2010 in und um das Dorf Makombo im Distrikt Haut-Uele in der Demokratischen Republik Kongo stattfand. Bei dem Angriff wurden 321 Menschen getötet.

## Hintergrund
Die ursprünglich in Uganda gegründete und aktive Rebellengruppe Lord’s Resistance Army wurde nach gescheiterten Friedensverhandlungen um 2008 aus Uganda in die benachbarten Länder Demokratische Republik Kongo, Zentralafrikanische Republik und in den Südsudan vertrieben, und begann, dort Anschläge zu verüben.
Details zum Massaker in Makombo wurden erst im März 2010 bekannt, als eine Mission von Human Rights Watch die Region Makombo besuchte. Das Massaker in Makombo gilt als eine der schwersten Gräueltaten im Verlauf des LRA-Konflikts.

## Hergang
Am 13. Dezember erschien eine Gruppe von LRA-Kämpfern in Mabanga Ya Talo bei Makombo. Sie waren in Militäruniformen gekleidet und gaben vor, kongolesische Soldaten zu sein und baten die Dorfbewohner um Nahrungsmittel und andere Versorgungsgüter und verlangten von ihnen, die Güter über einen Fluss zurück in den Wald zu tragen. Als die Dorfbewohner dies verweigerten, wurden einige Erwachsene zunächst gefangen genommen und gezwungen, die erbeuteten Güter für die LRA-Kämpfer zu tragen. Wer nicht schnell genug tragen konnte, wurde gefesselt und zu Tode geprügelt. Die restlichen Dorfbewohner wurden von den LRA-Rebellen mit Macheten, Äxten oder Knüppeln getötet. Weiterhin wurden 80 Kinder entführt, die Jungen als Zwangsrekruten und die Mädchen als Sexsklavinnen. Dieses Angriffsmuster wiederholten die LRA-Kämpfer in Makombo und zehn weiteren Dörfern über vier Tage hinweg und zogen sich anschließend wieder zurück. Insgesamt wurden 250 Menschen entführt und je nach Quelle zwischen 321 und 345 getötet. Einigen Dorfbewohnern wurden Lippen und Ohren abgeschnitten, um ein Exempel für jene zu statuieren, die der LRA ihre Unterstützung verweigern. Die meisten der Opfer waren erwachsene Männer, unter den Toten befanden sich aber auch 13 Frauen und 23 Kinder. Ein dreijähriges Mädchen wurde von der LRA verbrannt. Human Rights Watch zufolge wurden mehrere Kinder von der LRA dazu gezwungen, andere Kindern, die sich weigerten mitzuhelfen, zu töten.
Es wird vermutet, dass das Motiv für den Angriff war, neue Kämpfer zu rekrutieren und an Nahrungsmittel sowie Medikamente und Kleidung zu gelangen. Die LRA hatte zuvor bereits Kleidung von Leichen gestohlen und Krankenschwestern aus Kliniken entführt. Ein Kommandeur der Streitkräfte der DR Kongo, der früh am Ort des Massakers eingetroffen war, berichtete, er habe gesehen, wie 268 Leichen begraben wurden.

## Reaktionen und Folgen
Madnoudje Mounoubai, ein Sprecher der MONUSCO, forderte verbesserte Zusammenarbeit und Informationsaustausch zwischen den Staaten Uganda, DR Kongo und Zentralafrikanische Republik, um derartige Massaker in Zukunft verhindern zu können.
Die Lord’s Resistance Army wies Berichte über ein Massaker als „erfunden“ zurück und bestritt jegliche Beteiligung.
Dominic Ongwen, der Kommandeur der LRA, der das Massaker angeordnet hatte, wurde vor dem Internationalen Strafgerichtshof 2021 zu 25 Jahren Haft verurteilt.